# Liste der Bodendenkmale in Schwarmstedt
In der Liste der Bodendenkmale in Schwarmstedt sind alle Bodendenkmale der niedersächsischen Gemeinde Schwarmstedt aufgelistet. Die Quelle ist der Denkmalatlas Niedersachsen. 
Der Stand der Liste ist der 20. November 2024.
Allgemein

Schwarmstedt im Heidekreis

In den Spalten finden sich folgende Informationen des Bodendenkmales:
Lagegeographische Koordinaten
BezeichnungBezeichnung lt. Denkmalatlas
BeschreibungBeschreibung lt. Denkmalatlas
IDObjekt-ID
BildBild, ggf. zusätzlich mit Link zu weiteren Fotos im Medienarchiv Wikimedia Commons.

## Bothmer
| Lage                        | Bezeichnung                     | Beschreibung | ID       | Bild |
| --------------------------- | ------------------------------- | --- | -------- | ---- |
| 52° 42′ 4″ N, 9° 36′ 37″ O  | Bothmer 13, Grabhügel           | Durchmesser ca. 8 m und Höhe ca. 0,4 m, fließend in den Hang übergehend. | 34822154 | BW   |
| 52° 42′ 23″ N, 9° 36′ 0″ O  | Bothmer 27, Grabhügel           | Durchmesser ca. 12 m und Höhe ca. 0,7 m, klein, ebenmäßig gewölbt. Rand abgesetzt.                                                                                            | 34822467 | BW   |
| 52° 42′ 23″ N, 9° 36′ 4″ O  | Bothmer 28, Grabhügel           | Durchmesser ca. 8 m und Höhe ca. 0,4 m, obertägig nur noch schwer erkennbar. Ost- und Nordrand durch tiefe Sandentnahmestellen zerstört.                                      | 34822545 | BW   |
| 52° 41′ 54″ N, 9° 35′ 58″ O | Bothmer 33, Befestigter Gutshof | Kleine Anhöhe von ca. 50 × 30 m Fläche. Im Norden ist der Graben noch bis ca. 1,5 m tief und knapp 15 m breit. Die übrigen Gräben sind noch als weite Einsenkungen erkennbar. | 34822624 | BW   |
| 52° 42′ 3″ N, 9° 37′ 20″ O  | Bothmer 47, Grabhügel           | Durchmesser ca. 15 m und Höhe ca. 0,4 m, Über die Mitte verläuft ein Feldweg. Nord-, und Südrand durch Überpflügen abgetragen.                                                | 34822927 | BW   |
| 52° 42′ 25″ N, 9° 36′ 44″ O | Bothmer 49, Grabhügel           | Durchmesser ca. 12 × 8 m und Höhe ca. 0,6 m, Ränder flach auslaufend. | 34823015 | BW   |

### Bothmer 14
- ID:34826088
- Grabhügelfeld

| Lage                        | Bezeichnung                 | Beschreibung | ID       | Bild |
| --------------------------- | --------------------------- | --- | -------- | ---- |
| 52° 42′ 24″ N, 9° 36′ 31″ O | Bothmer 14                  | Durchmesser ca. 10 m und Höhe ca. 0,4 m, durch Waldrodung und Kiefernanpflanzung gestört. Umrisse nicht mehr erkennbar. Pflanzfurchen in Richtung Nord-Süd. | 34822155 | BW   |
| 52° 42′ 28″ N, 9° 36′ 34″ O | Bothmer 15, Urnengräberfeld | Urnenfriedhof oder drei in einer Reihe liegende verwaschene Grabhügel. Flach auf dem Kamm einer länglichen Bodenerhebung von Norden nach Süden verlaufend.  | 34822156 | BW   |
| 52° 42′ 30″ N, 9° 36′ 35″ O | Bothmer 16                  | Durchmesser ca. 14 m und Höhe ca. 1 m, ebenmäßig gewölbt. Rand allmählich auslaufend, z.T. in den natürlichen Hang übergehend.                              | 34822227 | BW   |
| 52° 42′ 31″ N, 9° 36′ 34″ O | Bothmer 17                  | Durchmesser ca. 19 m und Höhe ca. 1,5 m, Rand teilweise ohne Absatz in den natürlichen Hang übergehend.                                                     | 34822228 | BW   |
| 52° 42′ 31″ N, 9° 36′ 32″ O | Bothmer 18                  | Durchmesser ca. 13 m und Höhe ca. 0,5 m, flach, Rand flach auslaufend.                                                                                      | 34822229 | BW   |
| 52° 42′ 32″ N, 9° 36′ 30″ O | Bothmer 19, Buckelgräber    | | 34822337 | BW   |
| 52° 42′ 25″ N, 9° 36′ 16″ O | Bothmer 22                  | Durchmesser ca. 11 m und Höhe ca. 0,7 m, ebenmäßig gewölbt. Rand fast ohne Absatz in den natürlichen Hang übergehend.                                       | 34822412 | BW   |
| 52° 42′ 23″ N, 9° 36′ 20″ O | Bothmer 23, Buckelgräber    | Zwei Erhebungen in einem Abstand von ca. 15 m mit jeweils 5 – 6 m Durchmesser und ca. 0,3 m Höhe.                                                           | 34822413 | BW   |
| 52° 42′ 23″ N, 9° 36′ 14″ O | Bothmer 24                  | Durchmesser ca. 12 m und Höhe ca. 0,7 m, ebenmäßig gewölbt. Rand fast ohne Absatz in den natürlichen Hang übergehend.                                       | 34822414 | BW   |
| 52° 42′ 25″ N, 9° 36′ 13″ O | Bothmer 46                  | Durchmesser ca. 16 m und Höhe ca. 1,5 m, tw. schwach abgesetzter, tw. flach auslaufenden Rand, Westhälfte durch Weg angeschnitten.                          | 34822926 | BW   |

## Schwarmstedt
| Lage                        | Bezeichnung                    | Beschreibung | ID       | Bild |
| --------------------------- | ------------------------------ | --- | -------- | ---- |
| 52° 40′ 35″ N, 9° 37′ 40″ O | Schwarmstedt 15, Wölbackerbeet | Breite der Beete ca. 10-15 m, Höhe ca. 0,4 m.                                                                      | 34823437 | BW   |
| 52° 40′ 54″ N, 9° 36′ 29″ O | Schwarmstedt 16, Wurt          | Rechteckige ca. 50 m × 60 m messende Aufschüttung.                                                                 | 34823438 | BW   |
| 52° 41′ 14″ N, 9° 36′ 32″ O | Schwarmstedt 21, Grabhügel     | Durchmesser ca. 19 m und Höhe ca. 1 m, mit einer zentralen großflächigen Eingrabung sowie weiteren Beschädigungen. | 34823632 | BW   |
| 52° 41′ 17″ N, 9° 36′ 6″ O  | Schwarmstedt 22, Grabhügel     | Durchmesser ca. 21 m und Höhe ca. 1,2 m, mit je einer Eingrabung im Südteil und im Nordteil.                       | 34823669 | BW   |